# Nîkonkovîci, Pustomîtî
Nîkonkovîci (în ucraineană Никонковичі) este un sat în comuna Sokolivka din raionul Pustomîtî, regiunea Liov, Ucraina.

## Demografie
Componența lingvistică a localității Nîkonkovîci
     Ucraineană (99,74%)
     Alte limbi (0,26%)
Conform recensământului din 2001, majoritatea populației localității Nîkonkovîci era vorbitoare de ucraineană (99,74%), existând în minoritate și vorbitori de alte limbi.